# A Touch of Fever
A Touch of Fever (Hatachi no binetsu ) è un film del 1993 diretto da Ryōsuke Hashiguchi.
La pellicola, prodotto in Giappone e sceneggiata da Bobby White, è stata anche intitolata The Slight Fever of a Twenty Year Old.

## Trama
Tatsuru Shinamori e Shin Miyajima sono due ragazzi che hanno meno di vent'anni e si prostituiscono in segreto per soldi, per carenza di alimenti e per pagarsi la rispettiva scuola o università. Yoriko e Atsumi, le loro rispettive amiche, sono all'oscuro di quello che stanno facendo, altrimenti li avrebbero fermati o aiutati in qualche modo. Tatsuro, col passare del tempo, diventa freddo e distaccato, per poter svolgere al meglio il suo lavoro, diventando quasi apatico. Shin ha invece un animo più sensibile e si sente molto in colpa per quello che sta facendo. Nonostante la sua situazione familiare (i genitori non accettano la sua omosessualità) Shin decide di smettere di prostituirsi, iniziando a studiare per diventare un designer, dimostrando a tutti che può diventare qualcuno. Intanto, crescono i suoi sentimenti per Tatsuru, inevitabilmente fonti di guai con l'organizzazione di prostituzione.